# Isabel de Cuyavia
Isabel de Cuyavia (1315/20 - después del 22 de agosto de 1345) fue la única hija de Casimiro III de Cuyavia y su esposa, cuyo nombre y origen se desconoce. Isabel fue Banesa de Bosnia al casarse.

## Familia
Isabel fue miembro de la Casa de los Piastas. Su único hermano sobreviviente conocido era su hermano, Vladislao el Blanco. Sus abuelos paternos fueron Ziemomysł de Cuyavia y su esposa Salomé de Pomerania.
La madre de Isabel es desconocida y debido a esto, ninguno de la familia de la madre de Isabel son conocidos.

## Matrimonio
En 1323, el rey Carlos I de Hungría quería incrementar su influencia sobre Esteban II de Bosnia. Ofreció la mano de Isabel a Esteban, pariente lejana de su esposa Isabel de Polonia. Al casarse con Isabel, Esteban recibió (como un regalo del rey de Hungría) las tierras al oeste anteriormente ocupados por Mladen I Šubić Bribirski y Usora y Soli en el norte anteriormente ocupado por Esteban Dragutin y su hijo, Vladislav II de la Casa de Nemanja.
El matrimonio fue legitimado por 1339. Hasta 1339, Esteban estaba casado con una hija desconocida de un zar de Bulgaria. Necesitaba que el matrimonio con la princesa búlgara fuera anulado con el fin de poder casarse con Isabel, de lo contrario el matrimonio de Isabel y Esteban habría sido considerado bigamia. Isabel era católica, mientras que su marido Esteban era un miembro de la Iglesia bosnia y un hereje a los ojos de la Iglesia católica.
El único hijo que puede ser atribuido a Isabel de Cuyavia sin lugar a dudas es Isabel de Bosnia, nacida en aprox. 1340, que se casó con el rey húngaro Luis I el Grande.
Algunos creen que Catalina de Bosnia, condesa de Cilli, era la hija de Isabel de Cuyavia y Esteban II, mientras que otros creen que Catalina era la hija del hermano de Esteban II Vladislao de Bosnia y su esposa Jelena Šubić.
Isabel también puede haber tenido un hijo, Vuk que pueden haber sobrevivido a la infancia, pero que no sobrevivió para suceder a su padre como Ban de Bosnia. Vuk puede haber sido el hijo de una de las dos anteriores esposas de Esteban.
Esteban sobrevivió a Isabel. No se sabe cómo murió Isabel; a juzgar por la época, es posible que ella muriera por la muerte Negra, que se extendía por toda Europa durante el siglo XIV. La Banesa Isabel fue enterrada en Bobovac en una tumba que compartía con su marido, su cuñado Vladislao y su cuñada Jelena.